# 康納·蘭姆
康納·蘭姆（英語：Conor James Lamb，1984年6月27日—）是美国的一位政治家，所屬政黨是民主黨。自2019年開始，他擔任宾夕法尼亚州第17選區的眾議院議員。